# Detlev Fröhlich
Detlev Fröhlich (* 12. Juni 1953 in Berleburg) ist ein deutscher Arzt und Sanitätsoffizier im Dienstgrad Generalstabsarzt a. D. Er war zuletzt vom 1. Oktober 2012 bis zum 12. Juni 2014 Kommandeur Gesundheitseinrichtungen im Kommando Sanitätsdienst der Bundeswehr in Koblenz.

## Leben
Detlev Fröhlich trat 1971, nach dem Abitur in seiner Geburtsstadt, als Soldat auf Zeit bei den Panzerpionieren in die Bundeswehr ein. Im Folgejahr wurde er, verbunden mit dem Wechsel zur Teilstreitkraft Luftwaffe, als Sanitätsoffizieranwärter übernommen und trat das Studium der Medizin an der Philipps-Universität Marburg an. Während seines Studiums wurde er 1976 zum Leutnant befördert. 1978 beendete er mit der Approbation als Arzt die akademische Ausbildung und wurde im gleichen Jahr zum Stabsarzt ernannt sowie als Berufssoldat übernommen. Seine erste Verwendung in der Truppe führte ihn als Truppenarzt zur Sanitätsstaffel des III. Bataillons des Luftwaffenausbildungsregiment 3 in Roth. Anschließend wurde er zum Jagdbombergeschwader 41 nach Husum versetzt, wo er zunächst von 1980 an als Fliegerarzt diente und im Anschluss von 1983 bis 1987 Staffelchef der Luftwaffensanitätsstaffel in diesem Verband war. Im Jahr 1980 wurde Fröhlich zum Oberstabsarzt, 1983 zum Oberfeldarzt ernannt.
1987 wurde er Leiter der Abteilung Flugmedizin, Wehrhygiene und medizinischer Betriebsschutz beim Generalarzt der Luftwaffe in Heide (Lohmar), bevor er bereits 1988 als Referent zur Inspektion des Sanitäts- und Gesundheitswesens (InSan) II 2 des BMVg wechselte. Im Jahr 1995 wurde Fröhlich nach Remagen versetzt, wo er das Institut für Wehrmedizinalstatistik und Berichtswesen bis 1999 leitete. Während dieser Verwendung erfolgte seine Beförderung zum Oberstarzt. Im Anschluss daran kehrte er nach Bonn zurück und wurde dort im Sanitätsamt der Bundeswehr Abteilungsleiter IV (IT/MedInformatik). 2001 übernahm er die Aufgabe als Leiter des Aufstellungsstabes/G3 des, im Rahmen der Umstrukturierung des Bundeswehr, neu aufzustellenden Sanitätsamtes der Bundeswehr in München. Nach dieser Tätigkeit übernahm er noch im gleichen Jahr den Dienstposten des Abteilungsleiters III (Organisation, Qualitätsmanagement, Controlling) des neu aufgestellten Sanitätsamtes mit Dienstort in Bonn als auch München.
2003 kehrte er als Referatsleiter FüSan II 2 zurück nach Bonn. Während dieser Verwendung absolvierte Fröhlich von Mai bis August 2005 einen Auslandseinsatz als Medical Advisor im Hauptquartier EUFOR in Butmir/Sarajevo. Zurück in Deutschland übernahm er 2005 den Dienstposten des stellvertretenden Amtschefs und Chef des Stabes beim  Sanitätsamt der Bundeswehr in München, bevor er im darauf folgenden Jahr erneut nach Bonn versetzt und dort als Stabsabteilungsleiter FüSan II eingesetzt wurde. 2006 wurde Fröhlich zum Generalarzt ernannt. Von Dezember 2007 bis August 2009 war er Amtschef des Sanitätsamts der Bundeswehr. Mit Übernahme dieses Dienstpostens verbunden war die Beförderung zum Generalstabsarzt. Nach Übergabe der Dienstgeschäfte des Amtschefs an Generalarzt Jürgen Dick war Fröhlich als Beauftragter für Angelegenheiten der Transformation des Sanitätsdienstes beim Inspekteur des Sanitätsdienstes der Bundeswehr eingesetzt.
Am 21. September 2011 hat er den Dienstposten des Stellvertreters des Befehlshabers des Sanitätsführungskommandos von Ingo Patschke übernommen. Da die Position des Befehlshabers des Sanitätsführungskommandos seit April 2011 nicht besetzt war und auf Grund der anstehenden Umstrukturierungen im Rahmen der Neuausrichtung der Bundeswehr nicht nachbesetzt wurde, führte Fröhlich dieses Kommando.
Mit Wirksamkeit der ersten Umstrukturierungsmaßnahmen wurde Fröhlich zum 1. Oktober 2012 zum Kommandeur Gesundheitseinrichtungen im Kommando Sanitätsdienst ernannt. Von diesem Amt wurde er am 12. Juni 2014 entbunden und übergab es an seinen Nachfolger Generalstabsarzt Michael Tempel. Seit 1. Juli 2014 ist Fröhlich im Ruhestand.

## Auszeichnungen
- Ehrenkreuz der Bundeswehr in Silber (1986)
- Ehrenkreuz der Bundeswehr in Gold (1994)
- Einsatzmedaille der Bundeswehr (EUFOR), (2005)
- EUFOR-Medaille (Althea), (2005)